# Хельман, Ангелика

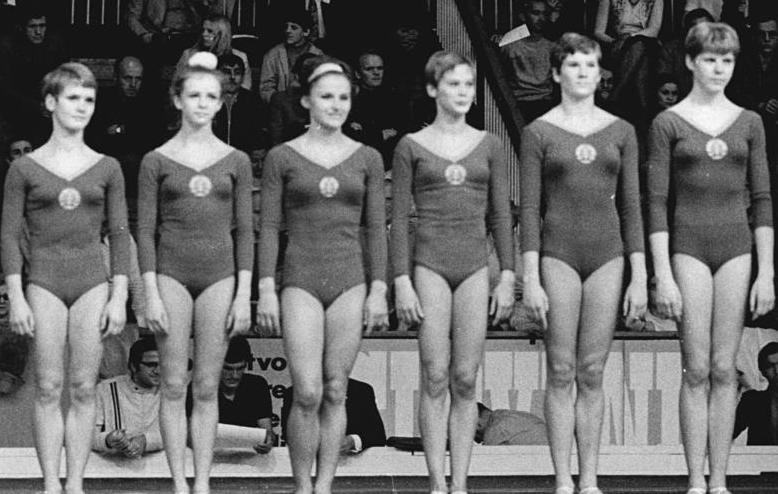
Команда гимнасток ГДР на чемпионате мира по спортивной гимнастике в Любляне в 1970 году, слева направо: Карин Янц, Рихарда Шмайсер, Эрика Цухольд, Ангелика Хельман, Марианна Ноак и Кристина Шмитт

Ангелика Хельман (нем. Angelika Hellmann, род. 10 апреля 1954) — восточногерманская (из ГДР) спортивная гимнастка. Серебряная медалистка Олимпийских игр 1972 года в Мюнхене (в команде) и бронзовая медалистка Олимпийских игр 1976 года в Монреале (тоже в команде). Неоднократная призёрка чемпионатов мира и Европы, в том числе чемпионка Европы 1973 года в опорном прыжке.
Воспитанница клуба SC Dynamo Berlin.
В сентябре 1976 года (после Олимпиады в Монреале) была награждена орденом «За заслуги перед Отечеством» в бронзе (3-й степени).